# NGC 2279
NGC 2279 في الفهرس العام الجديد، هي مجرة، تقع في كوكبة التوأمان. اكتشفت في 8 يناير 1885 .

## روابط خارجية
- NGC 2279 على موقع ويكي سكاي: DSS2, SDSS, GALEX, IRAS, Hydrogen α, X-Ray, Astrophoto, Sky Map, Articles and images